# Epallage fatime
Epallage fatime – gatunek ważki z rodziny Euphaeidae; jedyny przedstawiciel rodzaju Epallage. Występuje w Eurazji – od Grecji, Macedonii Północnej i Bułgarii przez Bliski Wschód i Kaukaz Południowy po Turkmenistan, Afganistan, Pakistan i północne Indie.